# Gabriel Kielland

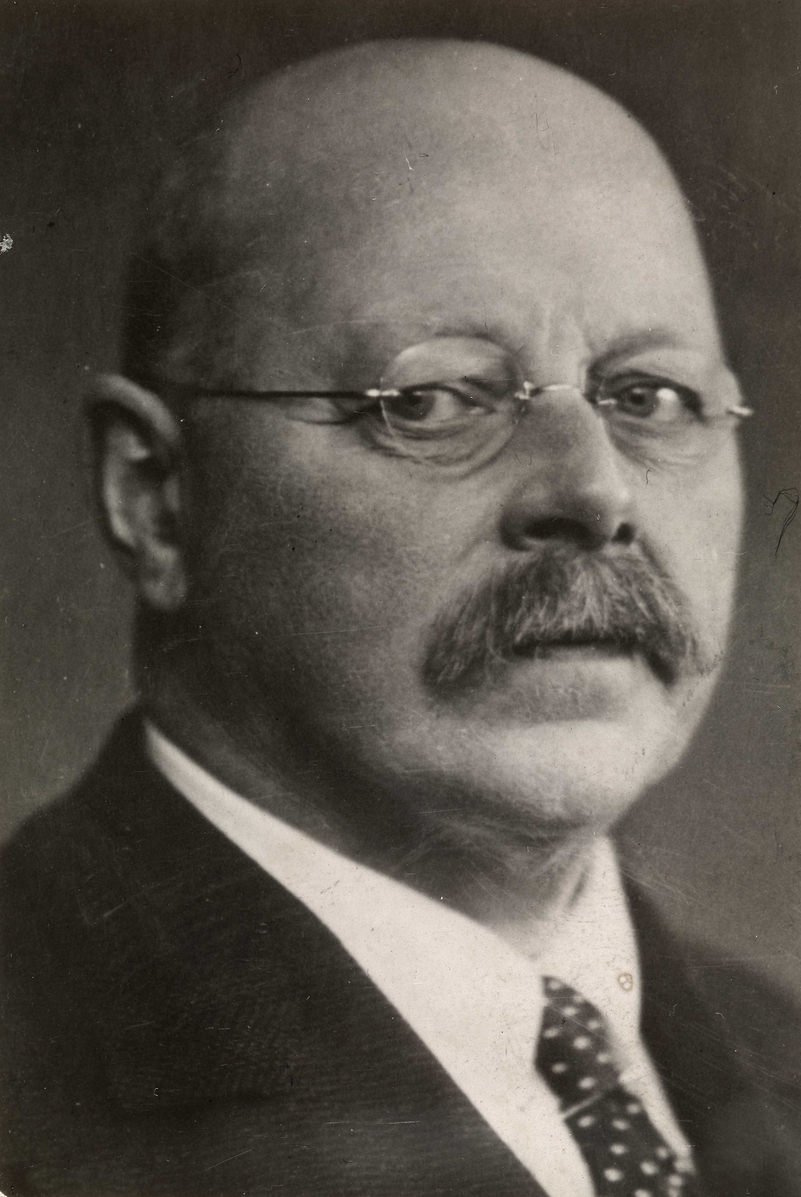
Gabriel Kielland

Gabriel Kielland (1871-1960) foi um arquiteto e pintor norueguês. Nasceu em Trondheim, Noruega.
Kielland é um dos muitos notáveis alunos da Escola da Catedral de Trondheim. . Ele estudou arquitetura em Hanôver e foi para Munique em 1892 para estudar pintura.
Estudou com Alfred Philippe Roll em Paris. 